# Marc Laenen

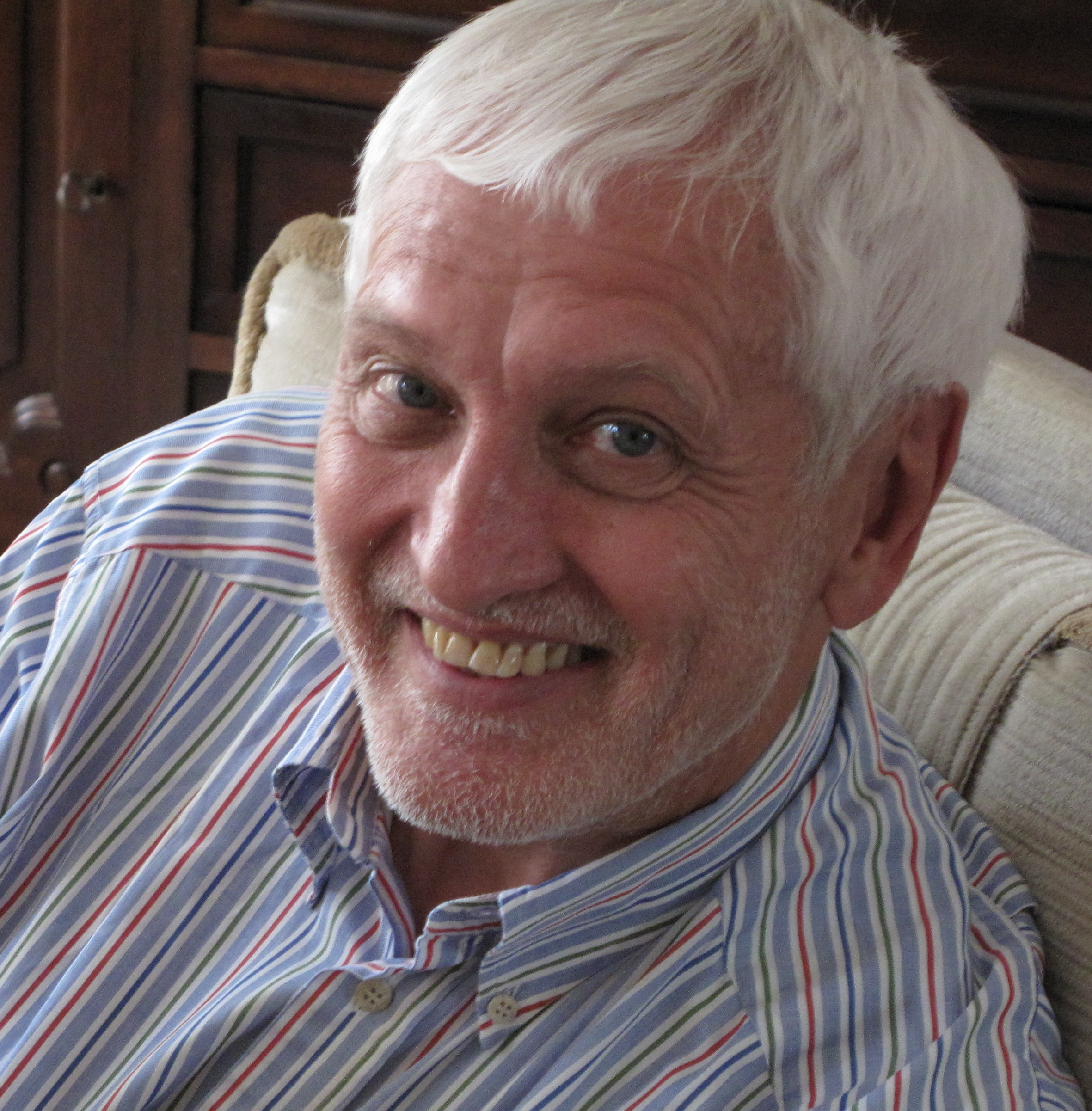
Marc Laenen

Marc	Laenen (Schoten, 13 augustus 1945) is een Belgisch museumconservator, kunsthistoricus en monumentenzorger.

## Levensloop
Laenen behaalde aan de Katholieke Universiteit Leuven het licentiaat klassieke filologie (1963-1967) en het Licentiaat archeologie en kunstwetenschappen (1969-1975). In 1968 studeerde hij 'Preventieve conservering' aan het ICCROM in Rome.
Zijn studies maakten dat hij specialist werd in het behoud, beheer en ontsluiting van cultureel erfgoed (roerend, onroerend, immaterieel), in volkskunde, in historische landelijke en stedelijke architectuur vooral vakwerkarchitectuur, in conservatie en restauratie van monumenten. Hij had tevens bekwaamheid in museologie: nieuwe concepten, museumbeleid, management van musea en programma's, educatieve projecten en, tentoonstellingen.
Hij beheerste het erfgoedtoerisme: ontwikkeling en begeleiding van erfgoed- en cultureel-toeristische uitstappen. Hij bestuurde de internationale coördinatie van erfgoed-toeristische projecten voor de Fondazione Romualdo Del Bianco (Firenze).
Hij was actief in het besturen van erfgoedinstellingen: vormingsinstellingen, platformwerking met partners in het veld, publiekgerichte ontsluiting van cultureel erfgoed, in het bijzonder het sturen van verbeteringsprocessen in erfgoedinstellingen.
Op het gebied van universitair en hoger onderwijs, onderwees hij de maatschappelijke rol van cultureel erfgoed, historische bouwtechnieken, streekeigen landelijke en stedelijke architectuur, historische vakwerkbouw.
Daarbij was hij vele jaren iconenschilder. Hij zocht hiervoor de nodige opleiding en later werd hij zelf lesgever.

## Loopbaan
- Conservator van het Provinciaal Openluchtmuseum Bokrijk (1972-1992).
- Directeur-generaal van het ICCROM (International Center for the Study of the Preservation and Restoration of Cultural Property) internationale, intergouvernementele organisatie, gesticht door UNESCO en geaffilieerd met de VN, gespecialiseerd in vorming en studie van conservatie van cultureel erfgoed (1992-2000). Ambt met diplomatiek statuut.
- Speciaal adviseur bij de voorzitter van de 'Fondazione Romualdo del Bianco' in Firenze (2000-2022).
- Coördinator-diensthoofd Provinciaal Centrum voor Cultureel Erfgoed in Limburg (2000-2009).

## Andere activiteiten
- Lid van de Werkgemeenschap Europese Openluchtmusea (1974-1992).
- Secretaris-generaal van ICOMOS Internationaal Comité Streekeigen Architectuur (1986-1990).
- Voorzitter Vlaamse Museumraad (1987-1991).
- Docent Katholieke Universiteit Leuven, Centrum Raymond Lemaire (International Center for The Conservation of Historic Towns and Buildngs), cursus historische bouwtechnieken en streekeigen architectuur (1976-1980).
- Docent Artesia Hogeschool Antwerpen, Afdeling Ontwerpwetenschappen, postgraduaat Monumentenzorg: cursus historische bouwtechnieken en streekeigen architectuur (2000-2022).
- Consultant UNESCO. Zendingen: Russische Federatie (Dagestan - 2001), Azerbaidjan (2002), Russische Federatie (voorzitterschap Congres Renovatie van het Bolchoitheater - 2003).
- Reisbegeleider Culturele reizen Davidsfonds (2000-2022).
- Bouwhistorisch onderzoek , vooronderzoek historische gebouwen (2000-2022).
- Ontwikkeling van erfgoedtoeristische projecten met de Fondazione Romualdo Del Bianco, in  samenwerking met ICCROM, UNESCO, ICOMOS en ICOM, in Krakow, Firenze, enz. (2000-2022).
- Vormingscursussen  Open Monumentendag ( landelijke architectuur, vakwerk/ houtbouw in Vlaanderen en Opleiding gidsen provincie Limburg : cursus vakwerkarchitectuur (2007).
- INSALT, Brussel erfgoedtoerisme (2005–2022).
- Gastcolleges over de zin van erfgoed voor de samenleving van heden  op congressen, colloquia, seminaries vooral in het buitenland, Firenze, 2009, 2010, 2011.

## Publicaties
- Een schuur uit Lokeren in het Openluchtmuseum te Bokrijk, in: Volkskunde, 1973.
- Flämische Volkskunst, Austtellung im Niederrheinisches Freilichtmuseum Grefrath, Kreis Viersen, 21 sept – 09 nov, Bokrijk, 1975.
- Het landelijk gedeelte van het Openluchtmuseum te Bokrijk, in: Vlaanderen, 1975.
- Openluchtmuseum en monumentenzorg, in: Vlaanderen, 1975.
- Openluchtmuseum Bokrijk, verleden en heden, in: Vlaanderen, 1975.
- Het middengebouw van het huis “ De Witten Engel” te Antwerpen als revelatie van de Antwerpse stedelijke profane bouwwijze in hout, in: Miscellanea Prof em. Dr K.C. Peeters, Deurne – Antwerpen, 1975.
- Openluchtmusea en Monumentenzorg, in: Volkskunde, 1976.
- Randbemerkingen bij de bescherming van landelijke bouwkunst in Limburg, Kunst en Oudheden in Limburg, 14, Een toekomst voor ons verleden. De vrijwaring van het architecturaal patrimonium in Limburg, Sint – Truiden, 1976.
- Ueber einige Aspekte der edukativen Arbeit im Freilichtmuseum Bokrijk, Tagungsbericht 1974 des Verbandes europäischen Freilichtmuseen, Köln, 1976.
- De Rosynkorf, een huis met houten gevel te Antwerpen, in: Volkskunde, 1976.
- Kritische beschouwingen bij de bronnen voor de studie van de houten gevelbouw te Antwerpen, in: Volkskunde, 1977.
- Boerderijen renoveren, Een toekomst voor ons verleden, een verleden voor onze toekomst, Tentoonstelling ingericht in het Vlaams Openluchtmuseum te Bokrijk van 8 juli – 11 september 1977, Bokrijk, 1977.
- Het woonhuis van het ”Paddekot” uit Abele, in: Volkskunde, 1978.
- De houten gevel van de Melkmarkt 22 te Antwerpen, in: Volkskunde, 1978.
- Vijfentwintig jaar Openluchtmuseum, in: Volkskunde, 1978.
- Einige grundsätsliche Bemerkungen zu den edukativen Aufgaben und Möglichkeiten der Freilichtmuseen, in: Edukative Aufgaben und Dokumentation, Tagungsbericht 1976 des Verbandes der Europäischen Freilichtmuseen, Köln, 1978.
- Volkskunde, in: Twintig eeuwen Vlaanderen, IX, De Vlaamse Gemeenschap III, Hasselt, 1978.
- Openluchtmusea, verleden, heden, toekomst, in: Volkskunde, 1978.
- Openluchtmusea, in:, Averbodes Jaarboek, Averbode, 1979.
- Het Openluchtmuseum, centrum van de volkskunde in Vlaanderen, Gebouwen in een museum, in: Rijk Bokrijk, Hasselt, 1980.
- Volkskunst in Belgiën, in: Propyläen Kunstgeschichte, Berlin, 1980.
- Het Openluchtmuseum te Bokrijk, in: Monumenten, 1981.
- Middeleeuwse houten gevels te Antwerpen, in: Volkskunde, 1981.
- Over de betekenis van een openluchtmuseum ten aanzien van het behoud van het patrimonium in situ, in: Volkskunde, 1982.
- Doelstellingen en taken van het Volkskundemuseum, in: Museumleven, 1982.
- A new look on Open air Museums, in: Monumentum, 1982.
- Antwerpen , Limburg, in: Landelijk Leven in Vlaanderen, Averbode,1983
- Das Freilichtmuseum zu Bokrijk, in: Cibinium, 1983.
- Vier hoevetypes in Limburg, in: Openbaar Kunstbezit in Vlaanderen, 1983.
- Een bakhuis uit Watou in het Provinciaal Openluchtmuseum te Bokrijk, in: Huldealbum A. Bonnez, Heembibliotheek Bachten de Kupe, 1984.
- Een stal uit Oostcappel in het Provinciaal Openluchtmuseum te Bokrijk, Volkskunde, 1985.
- Een sportmuseum in Vlaanderen, betekenis en mogelijkheden, in: Sport, 1985.
- Het Openluchtmuseum Bokrijk, Cultura Nostra, Musea in België 4,Tielt, 1986.
- De Kempen, La Campine, Landelijke bouwkunst, in: De Woonstede door de eeuwen heen, Maisons de hier et d’aujourd’hui, 1986.
- Duizend jaar wonen in Millen, Volkskunde, 1986.
- Looking for the future trough the past, 2nd World Congress on Heritage interpretation, vol 1, The natural and built environment, London – New – York, 1988.
- Het Openlucht museum te Bokrijk, Le musée de plein air de Bokrijk, The Open air museum in Bokrijk, Das Freilichtmuseum zu Bokrijk, Tielt, 1989.
- Bokrijk, een museum op een keerpunt, in: Liber Amicorum Jozef Van Haver, Brussel, 1991.
- Les façades médiévales d’ Anvers, in Liber Amicorum N. Moutsopoulos, Thessaloniki,1990 - 1991.
- Open air museums and architecture, in: Report of the 15th meeting of the Association of European Open Air museums, Skansen 1891 – 1991, Stockholm, 1993.
- Heritage in Motion. An International and Contemporary Perspective, in: Capenberghs Joris, Cools Jan, Patrick De Rynck (ed.),Visions on Heritage in Flanders and Europe, Widescreen Heritage, Culturele Biografie Vlaanderen, Antwerpen, 2003.
- Stedelijke houtbouw in Hasselt, een ontdekking, in: Limburgs Erfgoed, Hasselt, 2003.
- Constructietechnieken met hout, Open Monumentendagen, 2005.
- Hasselt, een parel van historische vakwerkbouw, Hasselt,2005.
- Houtbouw in Sint – Truiden, in: Bouwen met bomen, Hout in Sint – Truidense monumenten, Sint – Truiden, 2005.
- (samen met J. Capenberghs) Het nieuwe erfgoedlandschap anno 2006, in: Een verleden landschap, Erfgoedzorg vandaag en morgen, nieuwe uitdagingen, Tielt, 2006.
- Het landschap als kruispunt van actie en reflectie, Enkele conclusies en aanbevelingen voor integrale en geïntegreerde erfgoedzorg, 2006.
- Het landschap als kruispunt van actie en reflectie, Enkele conclusies en aanbevelingen voor integrale en geïntegreerde erfgoedzorg, in: Een Verleden Landschap, Erfgoedzorg vandaag en morgen, Provincie Limburg, Hasselt, 2006.
- Reflecties over erfgoedwaarden in een internationaal perspectief, in: Vlaanderen, 2007.
- Reflections on Heritage Values, in: Andrzej Tomaszewski (ed).Values and Criteria in Heritage Conservation. Proceedings of the International  Conference of ICOMOS,ICCROM, Fondazione Romualdo Del Bianco, Florence March 2 – 4. Edizioni Polistampa, Florence. 2007.
- De begijnenparochie Sint Agnes, structuur en bebouwing, in: In Zuiverheid Leven. Het Sint – Agnesbegijnhof van Sint – Truiden, Relicta Monografieën, 2, Brussel, 2008.
- Reflection on heritage values, in: Values and criteria in heritage conservation, Proceedings of the international conference of ICOMOS, ICCROM and the Fondazione Romualdo Del Bianco, Florence, 2 – 4 March, 2008.
- Kapconstructie van de Onze – Lieve – Vrouwbasiliek in Tongeren, in: Tussen brand en revolutie, de Collegiale Kerk en het kapittel van de Onze – Lieve- Vrouw kerk te Tongeren, 1677 – 1797, vol 1, Tongeren, 2009.
- New orientations in heritage work, in: Proceedings of the 10th anniversary of the Charter of Krakow, Publications of the Polytecnic University in Krakow, Krakow, 2011.
- Strategic action plans for substantive heritage tourism in Limburg, Proceedings of the international conference of ICOMOS, Florence, 2012.
- From heritage conservation towards its “social fruition” for society and humanity: the multifaceted interpretation and presentation of the “cultural biography” of living environments for cultural dialogue. in Heritage and Landscape as Human Values – proceedings, Proceedings of the Symposium held at ICOMOS' 18th General Assembly, Florence, Italy, 9-14 November 2014. Napels, 2015.
- Building Peace trough Heritage, some observations on the interpretation and presentation of heritage sites as a contribution to peace, in: Proceedings of the Scientific Symposium on Building Peace trough Heritage, World Forum to Change trough Dialogue, Florence,13th-15th March, Firenze,2020.
- Reflections on integral and integrated heritage care at the threshold of the third millennium, in: Theoretical Aspects of Heritage Protection, Ochrona Dziedzictwa Kulturowego, 2021, p 123-138. Reflecties op Integrale en Geïntegreerde Erfgoedzorg op de Drempel van het Derde Millennium, 2021.